# Antony de Ávila
Pour les articles homonymes, voir Ávila (homonymie).
Antony de Ávila, né le 21 décembre 1963 à Santa Marta (Colombie), est un footballeur colombien, qui évoluait au poste d'attaquant à l'América Cali, à l'Unión de Santa Fe, au New York MetroStars et au Barcelona Sporting Club ainsi qu'en équipe de Colombie.
De Ávila marque treize buts lors de ses cinquante-trois sélections avec l'équipe de Colombie entre 1983 et 1998. Il participe à la coupe du monde de football en 1994 et 1998 et à la Copa América en 1983, 1987, 1989 et 1991 avec la Colombie.

## Biographie
Cet attaquant de poche (1,57m) a inscrit 13 buts lors de ses 53 sélections en équipe de Colombie entre 1983 et 1998. Il a disputé les coupes du monde 1994 et 1998. 
De Avila a connu quatre clubs au cours de sa carrière : l'América Cali, l'Unión de Santa Fe, les New York Metrostars et le Barcelona Guayaquil.

## Carrière
- 1983-1987 : América Cali
- 1987-1988 : Unión de Santa Fe
- 1988-1995 : América Cali
- 1996-1997 : New York MetroStars
- 1997-1999 : Barcelona Sporting Club [1]

## Palmarès

### En équipe nationale
- 53 sélections et 13 buts avec l'équipe de Colombie entre 1983 et 1998.
- Troisième de la Copa América 1987.
- Quatrième de la Copa América 1991.
- Participe au premier tour de la coupe du monde 1994 et de la coupe du monde 1998.
- Participe au premier tour de la Copa América 1983 et de la Copa América 1989.

### Avec l'America Cali
- Vainqueur du Championnat de Colombie de football en 1982, 1983, 1984, 1985, 1986, 1990,  1992.

### Avec Barcelona SC
- Vainqueur du Championnat d'Équateur de football en 1997.

### Distinctions personnelles
- Meilleur buteur du Championnat de Colombie de football en 1990.